# Walkenried
Walkenried – gmina samodzielna (niem. Einheitsgemeinde) w Niemczech, w kraju związkowym Dolna Saksonia, w powiecie Getynga. Do 31 października 2016 jako gmina należała do powiatu Osterode am Harz i znajdowała się w niej siedziba gminy zbiorowej Walkenried. Gmina zbiorowa dzień później została rozwiązana a gminy Wieda oraz Zorge stały się jej dzielnicami.

## Geografia
Walkenried położony jest niedaleko miasta Bad Sachsa, przy granicy z krajem związkowym Turyngia.